# Black Hawk-krigen
Black Hawk-krigen (engelsk: Black Hawk War) blev udkæmpet i 1832, som et led i Indianerkrigene i USA. Kamphandlingerne foregik i Illinois og Michigan, og kostede mellem 510 og 670 mennesker livet. Krigen blev opkaldt efter indianerhøvdingen Black Hawk, som ledede stammerne sauk, fox og kickapoo mod militære fra United States Army og militsen i Illinois.
Kendte personer, som var involverede i kamphandlingerne, var Abraham Lincoln, John T. Stuart, Zachary Taylor, Jefferson Davis; alle fremtidige politikere, hvoraf Lincoln og Taylor blev præsidenter, mens Davis blev sydstatspresident. Desuden var fire fremtidige Illinois-guvernører og syv senatorer med i krigen.